# دهسا د رمانس
دهسا د رمانس (به اسپانیایی: Dehesa de Romanos) یک شهرستان در اسپانیا است که در استان پالنسیا واقع شده‌است.

## خصوصیات
دهسا د رمانس ۲۰ کیلومترمربع مساحت و ۴۷ نفر جمعیت دارد.